# Теорема Рунге
Теорема Рунге (также аппроксимационная теорема Рунге) в комплексном анализе — утверждение о возможности равномерного приближения голоморфной функции многочленами. Сформулирована Карлом Рунге в 1885 году.

## Формулировка
Если {\displaystyle K\subset \mathbb {C} } — компактное пространство, {\displaystyle A} — множество, содержащее хотя бы по одной точке из каждой ограниченной связной компоненты множества {\displaystyle {\mathbb {C} }\setminus K} и {\displaystyle f} голоморфная в окрестности {\displaystyle K}, то существует последовательность рациональных функций {\displaystyle \{r_{n}\}} с полюсами во множестве {\displaystyle A}, приближающая функцию {\displaystyle f} равномерно.

## Обобщения
Всякая голоморфная в произвольной области {\displaystyle D\subset \mathbb {C} } функция может быть равномерно приближена последовательностью рациональных функций с полюсами вне {\displaystyle D}, это утверждение также фигурирует как теорема Рунге.
Ещё более общий результат — теорема Мергеляна, утверждающая о необходимости и достаточности для равномерного приближения многочленами функции, голоморфной внутри компакта {\displaystyle K\subset \mathbb {C} } и непрерывной на нём, голоморфного продолжения во все ограниченные связные компоненты множества {\displaystyle \mathbb {C} \backslash K}.